# Mentalizacija
Mentalizacija je centralni koncept za integraciju teorije afektivnog vezivanja i psihoanalize koji je predložio psihoanalitičar Piter Fonagi. Koncept mentalizacije je blisko povezan sa konstruktom 'teorija uma'.
Pojam teorija uma ukazuje na sposobnost deteta, koje se razvija na uobičajeni način, da pripisuje mentalna stanja kao što su želje, uverenja, namere sebi i drugima, kao način da osmisli i predvidi ponašanje drugih. Sposobnost podrazumeva razumevanje toga da ponašanje drugih ljudi sadrži nameru ili svrhu, da ih motiviše želja da iskažu svoje mentalno stanje ili da komuniciraju sa drugima. Teorija uma opisuje kako je moguće drugima pripisati pogrešna uverenja, dok mentalizacija ili refleksivna funkcija označava razumevanje sopstvenog ponašanja, kao i ponašanja drugih, u terminima mentalnih stanja. 

## Pojam refleksije
Mentalizacija ili reflektivna funkcija je razvojna novina koja detetu omogućava ne samo da odgovori na ponašanje drugih, već i na svoju ideju o tuđem držanju, namerama ili planovima. Mentalizacija omogućava detetu da čita tuđe misli. Pripisujući određena mentalna stanja drugima, dete osmišljava reakcije drugih tako da mu njihova ponašanja postanu smislena i prediktivna. Kako dete počinje da razume ponašanja drugih, ono može, na osnovu višestrukih postavki reprezentacija self-objekta organizovanih na osnovu prethodnog iskustva, da aktivira one koje su najpogodnije da na adaptivan način odgovore na određeni odnos sa drugim. 
Mentalizacija podrazumeva sve ove sposobnosti, ali takođe sadrži i afektivna stanja i sposobnost deteta da sagleda sopstvene namere. Ta funkcija refleksije omogućava detetu da shvati kako drugi takođe imaju uverenja, osećanja, stavove, želje, nade, znanja, zamisli, pretenzije, planove itd. Proces uključen u razvoj mentalizacije doveo je Fonagija do shvatanja značaja uloge refleksivne svesnosti tuđih mentalnih stanja za razvoj mentalnih reprezentacija drugih. Fonagi je iskazao uverenje da je sposobnost roditelja da izraze nameru prema detetu, tj. sposobnost uvežbavanja funkcije mentalizacije, centralna za prenošenje obrazaca afektivnog vezivanja između roditelja i dece. Sposobnost se oslanja na opservacije o uticaju osetljivosti negovatelja na afektivno vezivanje. To omogućava detetu da ponašanja drugih učini smislenim i predvidivim, kao i da aktivira odgovarajuće self-reprezentacije i reprezentacije drugih u određenom interpersonalnom kontekstu. Kada se to dogodi, znači da je dete razvilo sposobnost mentalizacije. U ovoj reformulaciji, Fonagi ukazuje na to da je usvajanje unutrašnjih radnih modela od strane deteta, direktno povezano sa razvojem refleksivne funkcije, odnosno mentalizacije. Afekti su u ovom procesu kritični zato što dete povezuje značenja sa svojim unutrašnjim doživljajima, kroz vezu sa negovateljem, u kontekstu sigurne veze. 'Moj negovatelj o meni misli kao o mislećem i zato ja postojim kao mislilac' (Fonagy, 2002); on takođe kaže: ' Zato je teorija uma prva od svih teorija o selfu'.
U O.L.I. Integrativnoj Psihodinamskoj Psihoterapiji sposobnost za mentalizaciju („artikulator psihe“) osnivač O.L.I. metoda, Nebojša Jovanović je uvrstio u bazične emocionalne kompetencije - sposobnosti za obradu i upravljenje emocijama koje su sastavni delovi složenih sposobnosti - sposobnosti za ljubav i rad.

## Spoljašnji izvori
- Mentalizing in Clinical Practice
- Handbook of Mentalization
- Mentalizacija i sposobnost za ljubav Архивирано на веб-сајту  (3. фебруар 2014)
- Mentalizacija i sposobnost za rad Архивирано на веб-сајту  (3. фебруар 2014)